# Karl-Albrecht von Groddeck
Karl-Albrecht von Groddeck (18 de febrero de 1894 - 10 de enero de 1944) fue un general en la Wehrmacht durante la II Guerra Mundial que comandó varias divisiones. Fue condecorado con la Cruz de Caballero de la Cruz de Hierro de la Alemania Nazi. Murió de sus heridas el 10 de enero de 1944 en un hospital de Breslau y fue promovido póstumamente a Teniente General.

## Condecoraciones
- Cruz de Caballero de la Cruz de Hierro el 8 de septiembre de 1941 como Oberst y comandante del Infanterie-Regiment 120 (mot.)[1]